# Chlorophytum dalzielii
Chlorophytum dalzielii är en sparrisväxtart som först beskrevs av John Hutchinson och Frank Nigel Hepper, och fick sitt nu gällande namn av Inger Nordal. Chlorophytum dalzielii ingår i släktet ampelliljor, och familjen sparrisväxter. Inga underarter finns listade i Catalogue of Life.